# Reflexiones sobre la educación de las hijas

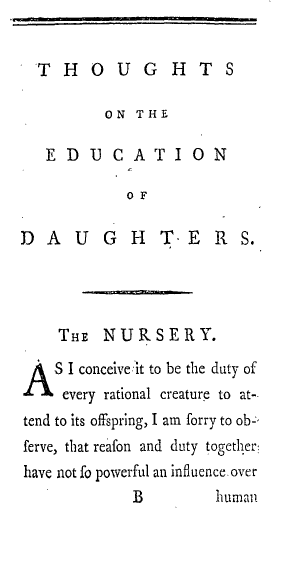
Primera página de la primera edición de Reflexiones sobre la educación de las hijas (1787).

Reflexiones sobre la educación de las hijas: con reflexiones de la conducta femenina, en los más importantes deberes de la vida es la primera obra publicada de la Británica feminista Mary Wollstonecraft. Publicada en 1787 por su amigo Joseph Johnson, Reflexiones es un libro de conducta que ofreció asesoramiento en la educación femenina a los británicos de clase media. Aunque dominado por consideraciones de moralidad y etiqueta, el texto también contiene instrucciones para la crianza de los hijos, como para el cuidado de una persona infantil.
El libro británico del siglo XVIII sobre la conducta, una versión temprana de los modernos libros de autoayuda, se servía de muchas tradiciones literarias, como los manuales de consejos y narraciones religiosas. Había una explosión en el número de libros sobre conducta publicados durante la segunda mitad del siglo XVIII, y Wollstonecraft se benefició de este floreciente mercado cuando publicó Reflexiones. Sin embargo, el libro sólo tuvo un éxito moderado: recibió reseñas favorables, pero solo en un periódico, y sólo se reimprimió una vez. Aunque se incluyeron extractos en revistas populares contemporáneas, no se reeditó hasta el auge de la crítica literaria feminista en los años 1970.
Como otros libros sobre conducta de la época, Reflexiones adapta antiguos géneros al ethos de la nueva clase media. El libro anima a las madres a enseñar a sus hijas a que piensen analíticamente, que sean autodisciplinadas y honestas, que estén contentas con su posición social y aprendan habilidades que reporten dinero (por si se diera el caso de que alguna vez tuviesen que mantenerse por sí mismas). Estos objetivos revelan la deuda intelectual de Wollstonecraft con John Locke; no obstante, la preeminencia que ella otorga a la fe religiosa y al sentimiento innato distingue su obra de la de aquel. Su propósito es educar a las mujeres como esposas útiles y madres, porque, según argumenta, es por medio de estos papeles como ellas pueden contribuir a la sociedad del modo más efectivo. El papel predominantemente doméstico que esboza Wollstonecraft para las mujeres —un papel que para ella tenía pleno sentido— lo interpretaron las críticas feministas del siglo XX como un papel que, paradójicamente, confinaba a las mujeres a la esfera privada.
Aunque mucho de Reflexiones fue debatido también fue recomendado a todos los libros de conducta comunes para mujeres, unos pocos reservaron los argumentos feministas de Wollstonecraft en Vindicación de los derechos de la mujer (1792), como su conmovedora descripción de los sufrimientos de una simple mujer. Sin embargo, severas críticas sugieren que tales revelaciones solo se vieron debatidas radicalmente a la luz después de muchas obras creadas por Wollstonecraft.

## Fondo biográfico

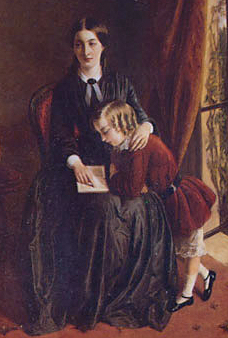
Detalle de Rebeca Solomon The Governess (1851).

Como se sabe, había muchas mujeres empobrecidas en el último cuarto del siglo XVIII en Gran Bretaña, Wollstonecraft intentó ayudarse ella misma estableciendo una escuela; ella, su hermana, y sus amigas más cercanas fundaron la escuela en la comunidad disidente de Newington Green. Sin embargo, a finales de 1780 ella se vio obligada a cerrar la escuela por problemas financieros. Desesperada por escapar de la deuda, Wollstonecraft escribió su primer libro, Reflexiones sobre la educación de las hijas, y vendió los derechos de autor por solo 10 guineas a Joseph Johnson, un publicador recomendado que se convirtió en su amigo. Wollstonecraft y Johnson se hicieron amigos y eso los alentó a escribir por toda la vida.
Posteriormente Wollstonecraft intentó trabajar como institutriz, pero por su humilde posición, la familia Kingsborough, que la había contratado, no quería que viviera con ellos. El modesto éxito de Reflexiones y los ánimos de Jonson la envalentonaron a embarcarse en una carrera como escritora profesional, una profesión precaria y con algo de mala reputación para las mujeres en el siglo XVIII. 
Escribió a su hermana que iba a convertirse en «la primera de un nuevo género» y, en 1788, publicó La novela de María, una novela autobiográfica.

## Visión general
Enviado a las madres, adolescentes, y maestras, Reflexiones sobre la educación de las hijas explicó como educar a una mujer desde su infancia hasta el día en que se llegue a casar. Sus veintiún capítulos no están acomodados en cualquier orden en particular y tratan de una gran variedad de temas. Los primeros dos capítulos, «Enfermería» y «Disciplina moral», ofrecieron asesoramiento en «constitución» y «temperamento» de la niñez, argumentando que la formación racional de la mente comienza desde temprano. Estos capítulos también ofrecieron recomendaciones específicas en lo que concierne al cuidado de los infantes y la ayuda en las mujeres para amamantar (un tema muy debatido en el siglo XVIII). Muchos de los libros que Wollstonecraft criticó eran considerados perjudiciales sobre todo en la educación ofrecida a la mujer: «manera artificiales», card-playing, theatre-going, y un énfasis en la moda. Ella se quejó, por ejemplo, que la mujer «desaprovecha» su dinero en ropa,« cuando lo pudo haber donado a un fondo caritativo, lo cual pudo aliviar el estrés de muchas familias pobres, y suavizar el corazón de una chica quien entró en escenas de congoja». Ella contrasta esta común pero ineficaz educación con una basada en su primera lectura infantil, benevolencia, y el amor. Wollstonecraft también incursiona en una descripción de las cuestiones sociales, frente a la lamentable situación de Mujeres y educados modernos, los dejó sin una fortuna» además del «Tratamiento de Agentes». La fe religiosa desempeñó un papel preponderante en Wollstonecraft, un plan educativo; defendió la observancia del Sábado y describió las «ventajas que surgen de las desilusiones», es decir, los beneficios que surgen del sufrimiento enviado por Dios. 
Más tarde en sus otras obras, como Vindicación de los derechos del hombre (1790) y Vindicación de los derechos de la mujer (1792), Wollstonecraft repetidamente regresó y abordó los temas relacionados con los pensamientos, particularmente la virtud del trabajo duro y el imperativo de la mujer en aprender conocimientos útiles. Wollstonecraft sugiere que la vida social y política de la nación mejoraría en gran medida si las mujeres adquirieran conocimientos valiosos en lugar de ser meros adornos sociales.

## Género: el libro de conducta
Entre 1760 y 1820, los libros de conducta llegaron a la máxima popularidad en Gran Bretaña; un estudioso remite al período como «la edad de la cortesía de libros para las mujeres». Como Nancy Armstrong escribe en su trabajo seminal en este género, Deseo y ficciones nacionales (1987): «tan populares hicieron estos libros que en la segunda mitad del siglo XVIII prácticamente todos sabían que el ideal feminista lo propuso.»

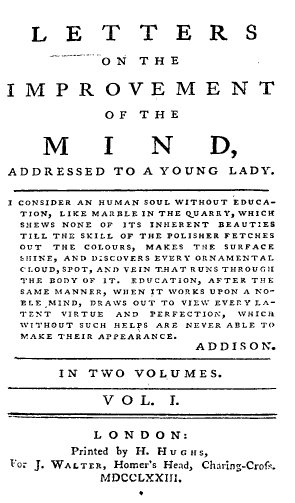
Portada del libro de la primera edición de Letters de Hester Chapone, uno de los libros más populares de conducta después de Reflexiones sobre la educación de las hijas de Mary Wollstonecraft.

Los libros de conducta integraron los estilos y géneros retóricos, como escritos devocionales, los manuales de matrimonio, libros de recetas, y trabajos en economía doméstica. Que ofrecieron a sus lectores una descripción de (más a menudo) el ideal femenino mientras al mismo tiempo entregaron consejos prácticos. Así, no sólo se dictó moralmente, sino que también se guio a los lectores en el tipo de vestimenta y esbozó las «correctas» reglas de etiqueta. Típicos ejemplos incluyen a Hester Chapone en Letters on the Improvement of the Mind (1773) que pasaron por al menos 16 ediciones en el último trimestre del siglo XVIII, y los clásicos de la educada-historiadora Catharine Macaulay en Letters on Education (1790). El trabajo de Chapon, en particular, apeló a Wollstonecraft en esos momentos e influenció la composición de Reflexiones como ella lo argumentó «fue un programa de estudio para las mujeres» y estuvo basada en que el Cristianismo debería de ser «el jefe instructor de nuestras facultades racionales». Además, emfatizó que la mujer debería ser considerada el comienzo racional y no dejarla que se revuelque en el sensualismo. Cuando Wollstonecraft escribió Vindicación de los derechos de la mujer en 1792, ella suscitó las obras de Chapone y Macaulay. Los libros de conducta tradicionalmente se han considerado por los estudiosos como factor integral en la creación de un sentido de sí mismo burgués.

## Reimpresiones modernas
- Wollstonecraft, Mary. Thoughts on the Education of Daughters. Clifton, NJ: A. M. Kelley, 1972. ISBN 0-678-00901-5.
- Wollstonecraft, Mary. Thoughts on the Education of Daughters. Oxford: Woodstock Books, 1994. ISBN 1-85477-195-7.
- Wollstonecraft, Mary. Thoughts on the Education of Daughters. London: Printed by J. Johnson, 1787. Eighteenth Century Collections Online (by subscription only). Retrieved on 18 July 2007.
- Wollstonecraft, Mary. The Complete Works of Mary Wollstonecraft. Ed. Janet Todd and Marilyn Butler. 7 vols. London: William Pickering, 1989. ISBN 0-8147-9225-1.
- Wollstonecraft, Mary. La educación de las hijas. El Desvelo Ediciones, 2010. ISBN 978-84-937533-6-8